# ミステルガウ
ミステルガウ (ドイツ語: Mistelgau) は、ドイツ連邦共和国バイエルン州バイロイト郡（オーバーフランケン行政管区）に属す町村（以下、本項では便宜上「町」と記述する）で、ミステルガウ行政共同体の本部所在地。

## 地理
ミステルガウは、フレンキシェ・シュヴァイツの北縁、バイロイトから西に約10kmの魅力的な景観を誇る郊外に位置している。

### 自治体の構成
この町は、公式には41の地区 (Ort) からなる。このうち小集落や孤立農場などを除く集落を以下に列記する。
| - エンゲルメス - フランケンハーク - ゴレンバッハ - メンガースドルフ - ミステルガウ - オーベルンゼース | - プレーゼン - ザイテンバッハ - シュトライト - トルッパハ - ヴォーンスゲハイク |

## 歴史

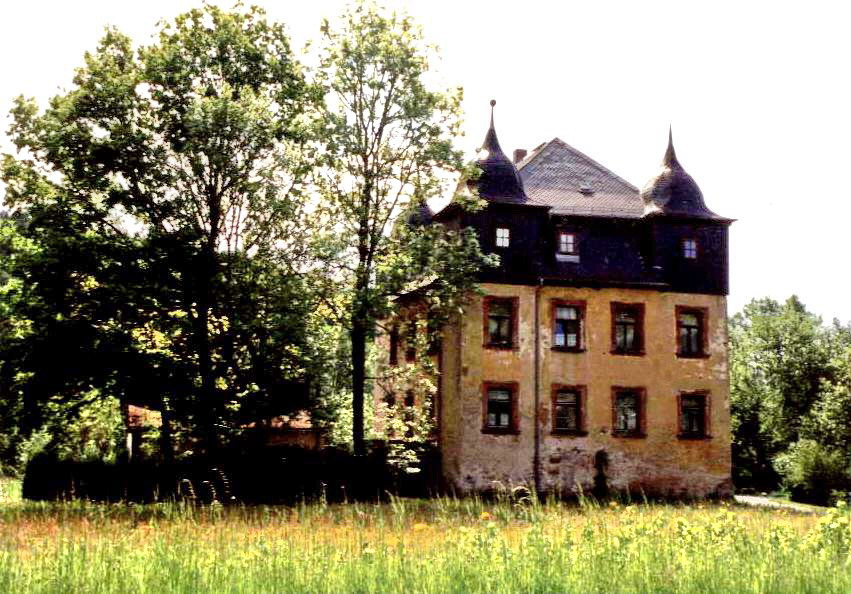
トルッパハ城

1248年から、後のブランデンブルク＝バイロイト辺境伯家が、この地を統治した。文献に初めて言及されるのは、1379年。1792年からのプロイセン バイロイト侯領の一部として、ミステルガウは1807年のティルジットの和約によりフランス領に、1810年にはバイエルン王国領になった。

### 人口推移
この町の人口は、1970年 2,993人、1987年 3,133人、2000年 3,748人であった。

## 行政
町長は、カール・ラッペ (Wählergemeinschaft Plösen-Gollenbach)である。彼は、2014年3月30日の決選投票でゲオルク・ビルナー (Wählergemeinschaft Plösen-Gollenbach)の後任に選出された。

## レクリエーション
オベルンゼース地区には、大規模な健康ウェルネス施設、テルメ・オベルンゼースがある。

## 引用
1. ↑  https://www.statistikdaten.bayern.de/genesis/online?operation=result&code=12411-003r&leerzeilen=false&language=de Genesis-Online-Datenbank des Bayerischen Landesamtes für Statistik Tabelle 12411-003r Fortschreibung des Bevölkerungsstandes: Gemeinden, Stichtag (Einwohnerzahlen auf Grundlage des Zensus 2011)
2. ↑  Bayerische Landesbibliothek Online